# Literatura Majów
Literatura Majów – odnosi się do tekstów napisanych w jednym z języków majańskich przez tubylców w epoce przed i pokolonialnej. Pojęcie również obejmuje teksty współczesne pisane w językach majańskich przez autochtonów. Termin „literatura Majów” może zostać uznany za kontrowersyjny z powodu trudności w określeniu jakie dzieła mogą zostać zaliczone do tej literatury, a jakie już nie.

## Wstęp
Cywilizacja Majów osiągnęła swoją świetność w okresie od IV do IX wieku naszej ery. Antyczni Majowie zajmowali tereny stanów Tabasco, Campeche, Jukatan, Quintana Roo i Chiapas w Meksyku, oraz ziemie znajdujące się na terenach Gwatemali, Belize, Hondurasu i Salwadoru. Majowie byli zdolnymi rzeźbiarzami i architektami. Najbardziej znane miasta zbudowane przez nich to Palenque, Uxmal, Chichén Itzá, Tikál i Copán. Ich zdolności matematyczne oraz astronomiczne wyróżniały się w tamtym okresie, przewyższając nawet zdolności Europejczyków.
Literatura Majów, którą znamy, została zredagowana przez uczonych tubylców. Bracia zakonni, których zadaniem była ewangelizacja społeczeństwa, nauczyli autochtonów pisać w językach lokalnych używając alfabetu łacińskiego. Być może teksty były zapisywane przez Majów na zwojach, jednakże najprawdopodobniej były przekazywane ustnie, z pokolenia na pokolenie, do czasu epoki kolonialnej i nabycia przez autochtonów umiejętności pisania.

## Epoka przedkolonialna
Do czasów obecnych zachowały się świadectwa literatury Majów. Wśród tych dzieł możemy znaleźć wiele tekstów, napisanych hieroglifami na kamieniu, stiuku, drewnie, ceramice, kościach, żadach i innych materiałach, oraz w tzw. kodeksach (w formie leporello zrobionych z papieru amate lub skóry zwierząt (np. jeleni). Do czasów współczesnych zachowały się zaledwie 3 kodeksy Majów, wszystkie z epoki postklasycznej (Drezdeński, Paryski i Madrycki). Zawierają one informacje z zakresu astronomii (np. tabele zaćmień), kalendarzy i rytuałów religijnych. Inskrypcje w kamieniu, pochodzące głównie z okresu klasycznego, upamiętniają wydarzenia historyczne (intronizacje władców, budowę świątyń, bitwy), genealogiczne (listy dynastyczne) i - nade wszystko - chronologiczne. Szacuje się, że obecnie możliwe jest odczytanie ponad 90% wszystkich tekstów hieroglificznych Majów. Przełomu w rozszyfrowywaniu pisma Majów dokonali Jurij Knorozow, Tatiana Proskouriakoff i Linda Schele.
Znajomość pisma nie była dostępna wszystkim grupom społecznym we wspólnocie Majów. Można powiedzieć, że piśmiennictwo było zarezerwowane i dostępne wyłącznie kapłanom, którzy w okresie klasycznym (300-900 r.) cieszyli się znaczącą władzą polityczną. W okresie poklasycznym (900-1500 r.) uczono pisać również władców i możliwe, że osoby z najwyższych grup społecznych, ale to wciąż kapłani nadzorowali i byli odpowiedzialni za zwoje. Co nie znaczy oczywiście, że społeczeństwo było całkowicie nieświadome treści zwojów. Były przedstawiane w czasie świąt religijnych, podczas których kapłani ustnie przekazywali treść tekstów, posiłkując się zwojami. Tym samym, można powiedzieć, że w czasie tych ceremonii miała miejsce daleko idąca dramatyzacja przedstawianych mitów, rytuałów i najważniejszych tekstów pisanych.
Skutkiem wielu zmian społeczno-politycznych mających miejsce w okresie poklasycznym, które doprowadziły Majów do kulturowej dekadencji w ostatnim momencie tej epoki, a w czasie przybycia Hiszpanów na ziemie Amerykańskie, Majowie już nie wykonywali inskrypcji w kamieniu i stiuku, ale wciąż przygotowywali zwoje. Według hiszpańskich kronikarzy z XVI, liczba zwojów była niezwykle wysoka. Znaczy to, że znajomość pisma była wciąż żywa, pomimo kulturalnego upadku. Jednakże, tylko trzy zwoje zachowały się do dzisiejszych czasów: Dresde, Paris (lub Peresiano) oraz Madryt (lub Trocortesiano), których żaden Maja nie może przeczytać. Co więc stało się z księgami oraz ich twórcami? Hiszpańscy mnisi, w swoim dogmatycznym zaangażowaniu by “wykorzenić bałwochwalstwo”, którzy najprawdopodobniej zdawali sobie sprawę, że “zwoje były dla Majów czymś więcej niż tylko sposobem na konserwację ich zwyczajów i tradycji. Były symbolem wszystkiego, co święte i godne szacunku, kluczem do zrozumienia przestrzeni i czasu, i znalezienia w nich swojego miejsca. Były normami życia i podstawą tożsamości ich bytu wspólnoty". Wiedząc lub przypuszczając to wszystko, zniszczyli wszystkie księgi, jakie tylko znaleźli, a majańscy kapłani byli prześladowani, tortutowani i mordowani. Biskup Fray Diego de Landa, któremu zawdzięczamy jedno z najważniejszych dzieł o kulturze Majów, Sprawozdanie z rzeczy na Jukatanie, a który tym samym jest odpowiedzialny za przeprowadzenie najbardziej krwawych działań przeciwko Majom, wśród których możemy wymienić znane “Auto de fe z Mani”, tak oto pisze:
Hallarnosles gran numero de libros de estas sus letras, y porque no tenian cosa en que no hubiese supersticiones y falsedades del demonio, se los quemamos todos, lo cual sintieron a maravilla y les dio mucha pena.
Znajdując wielką liczbę tych ksiąg w ich języku, i ponieważ nie miały strony, w której nie byłoby zabobonów i bluźnierstw diabła, spaliliśmy wszystkie, co oni odczuli jako cud i żałowali [za swoje grzechy – przyp. tłum.].
Tym sposobem, w pierwszych wiekach Konkwisty, zginęły teksty oraz ich autorzy, którzy je potrafili przeczytać.

## Epoka kolonialna
W roku 1519, Hernán Cortés wraz z załogą przybił do brzegów półwyspu Jukatan, rozpoczynając okres kolonialny w dziejach Ameryki Łacińskiej. W tamtym okresie kultura Majów znacząco podupadła i chyliła się ku upadkowi. Zgodnie ze słowami Chumayela, autora dzieła Chilam Balam, koniec kultury Majów został przepowiedziany.
Literatura kolonialna jest najbardziej znaną i rozpowszechnioną literaturą Majów, a nadto, badacze poświęcili jej najwięcej uwagi. Większość tekstów, które wierzymy, że są prehiszpańskie, tak naprawdę pochodzą z okresu kolonialnego, w którym próbowano zachować majańskie tradycje przenosząc je na papier i posługując się przy tym alfabetem łacińskim. Jednak w pismach tych znajdziemy wpływy hiszpańskie, takie jak cechy charakterystyczne dla religii katolickiej, do tego stopnia, że niektóre z tych dzieł miały prawie niezaprzeczalny pierwowzór pochodzenia prekolumbijskiego.
Forma, w której nastąpiła Konkwista na ziemiach Majów była zupełnie inna od formy, która miała miejsce w innych częściach Mezoameryki. Po tym, jak ziemie zostały podbite przez Hiszpanów, władcy różnych grup etnicznych Majów ubiegali się do Karola V o uznanie ich szlacheckich tytułów i by im pozwolono zachować panowanie nad ziemiami, jednak zawsze uznając Karola V jako ich króla i władcę.
Dlatego też Majowie napisali wiele obszernych rękopisów, które wyszczególniają rodowód władców i pochodzenie w linii prostej od bogów w celu udowodnienia przed hiszpańską Koroną swojego szlachectwa. Niektóre z tego typu tekstów to: Popol Vuh, Anales de los Cakchiqueles oraz Título de los Señores de Totonicapán. Księgi te ujawniają wiele obaw Majów dotyczących ustanowienia kto sprawował władzę przed przybyciem Hiszpanów oraz motywów dalszego jej sprawowania. Ten niepokój jest obecny we wszystkich dziełach literatury Majów, z powodu możliwości wywyższenia tych, którym nie należała się władza.
Wśród wszystkich dzieł napisanych przez Majów można rozróżnić dwa rodzaje ksiąg: te, które zostały napisane w celach prawniczo-administracyjnych, czasami na rozkaz władz hiszpańskich, oraz te, które stanowią nowe święte księgi wspólnoty. Pierwsze z nich służyły otrzymaniu przywilejów, takich jak zmniejszeniu trybutu i zachowaniu ziem należących do przodków. Były to więc tytuły własności, i jako, że należało udowodnić starodawność w posiadaniu ziem, księgi te dotyczą pochodzenia rodów i zakresu rozciągłości ich ziem.
Można stwierdzić, że geneza literatury Majów miała, przede wszystkim, uzasadnienie polityczne, ale też religijne i kulturalne.
Należy zaznaczyć, że świadomość tożsamości Majów nie umarła wraz z hiszpańską konkwistą. Dążenie do zachowania w formie pisemnej tradycji religijnych, rytuałów, wydarzeń historycznych, ceremonii, i nawet życiowych przeżyć, zostało wystawione na głęboką zmianę spowodowaną brutalnym wdrożeniem nowego porządku polityczno-socjalnego i nowej religii.
Niektórzy Majowie, dalecy od porzucenia swojego kulturalnego dziedzictwa, wykorzystali naukę łacińskiego alfabetu do napisania, w swoim własnym języku, nowych ksiąg. Objęły one zarówno dane zapisane w starych majańskich zwojach i ustne tradycje, które były ich dopełnieniem, jak i wydarzenia oraz emocje, których świadkami byli ich autorzy. „Literatura Majów” to właśnie zbiór ksiąg napisanych przez autochtonów w okresie konkwisty. Mercedes de la Garza w Prologu do książki Literatura Maya tak oto pisze o kryterium przynależności ksiąg do literatury Majów:
Tak więc, uważamy zgodnie z naszym kryterium, że w obrębie literatury Majów znajdują się teksty napisane przez Majów w jednym z języków majańskich, i których treść dotyczy prehiszpańskiej tradycji majańskiej, która, zmieniona i pod wpływem zachodniej kultury, ocalała wśród grup autochtonów po przybyciu Hiszpanów. Na podstawie tego kryterium, nie zaliczamy do literatury Majów, po pierwsze, tekstów w językach majańskich, których treść nie dotyczy tubylców, to jest: rejestrów kościelnych i administracyjnych, literatury biblijnej, katechizmów, hymnów, kazań, bullii papieskich, europejskich opowiada, gramatyk i słowników opracowanych od początku wieku XVI. Po drugie, (nie zaliczamy do literatury Majów) ksiąg o prehiszpańskiej tradycji Majów napisane przez hiszpańskich mnichów, żołnierzy  i ordynariuszy w różnych celach: misji ewangelizacyjnej, prawdziwego zainteresowania kulturą Majów oraz próbą schlebienia hiszpańskiej Koronie. I po trzecie, nie zaliczamy do literatury Majów tekstów o tradycji Majów, uzyskanych od miejscowych informatorów w XIX i XX wieku przez etnohistoryków, z wyjątkiem tych tekstów, w których jednoznacznie ocalały elementy antycznej majańskiej kultury.
Istnieją pewne gramatyczne elementy i motywy, które dotyczą wszystkich tekstów wchodzących w skład literatury Majów. Wśród tych elementów możemy rozróżnić: użycie ścisłej syntaksy podczas mówienia, stałe użycie difrasismo, metafory y paralelizmu, które występują nieomal we wszystkich rozmaitych epokach literatury Majów.
Jedne z najważniejszych tekstów to kolekcja kronik historycznych y przepowiedni spisanych w języku Majów jukatańskich, znana jako książka Chilam Balam. Dzieło Chilam Balam obejmuje 18 ksiąg. Z nich badano trzys: Chilam Balam de Chumayel, Chilam Balam de Tizimín oraz Chilam Balam del Maní. Księgi te zostały napisane przez chilamoob – wysokiej rangi kapłanów majańskich na obszarze półwyspu Jukatan. Nawiązują do wydarzeń mitologicznych, proroczych i historycznych. Jeden z tekstów historycznych dotyczy dzules, to jest obcokrajowców, czyli Hiszpanów. Teksty te są  dalece symboliczne, dlatego też do czasów dzisiejszych dobrze ich nie poznano.
W języku Majów-Kicze wyróżniamy dzieło Rabinal Achí, jedyne dzieło teatralne znane w tym języku do czasów dzisiejszych, oraz Popol Vuh, czyli „Księgę Wspólnoty” lub „Rękopis z Chichicastenango”, zbiór wierzeń, historii i duchowości antycznych Majów z Gwatemali.

### Mit
Mit to najbardziej reprezentatywna forma literacka charakterystyczna dla Majów. Wiadomo również, że Majowie gustowali w teatrze, jednakże praktycznie cały ich dorobek teatralny zaginął w czasach konkwisty. Możemy sklasyfikować następujące rodzaje mitów obecne w literaturze Majów: mity boskie i kosmogeniczne, które opisują bogów i kosmos, takie jak Popol Vuh oraz mity heroiczne dotyczące osób, które wyróżniły się przez swoje czyny. Popol Vuh, czyli Księga Wspólnoty, to jeden z najbardziej znanych tekstów Literatury Majów. Dzieło zostało napisane po ludobójstwie w Gwatemali z rozkazu Pedro de Alvarado, znanego z okrucieństwa w stosunku do autochtonów. Będąc świadkiem zagłady, tubylcy zdecydowali się spisać swoje ustne historie i tradycje używając alfabetu łacińskiego, tak aby ich treść nie uległa zniszczeniu. Popol Vuh dzieli się na trzy części: powstanie świata i próba stworzenia człowieka, walka pomiędzy prawdziwymi i fałszywymi bogami, pielgrzymki i rodowody ludu Kicze.

### Teatr
Wiedza na temat dzieł teatralnych prekolumbijskich, którą obecnie dysponujemy, zawdzięczamy mnichom, którzy poświęcili się ratowaniu kultury autochtonów, i którzy udokumentowali istnienie literatury dramatu na ziemiach Majów. Mnisi ewangelizujący społeczeństwo, po zrozumieniu wielkiego znaczenia teatru w kulturze Majów, użyli go jako środka przy indoktrynacji religii katolickiej. Ze względu na charakterystykę, możemy podzielić sztukę dramatyczną majów na trzy typy: uproszczone tańce ze śpiewem, tańce z recytacją całe dramaty z muzyką, dialogami, tańcami oraz aktorami z maskami i kostiumami.
Jedną ze sztuk teatralnych znaną do dzisiaj jest Rabinal Achi. Dramat został odnaleziony przez opata Charlesa Etienne'a w miejscowości Rabinal, w Gwatemali, i  został przetłumaczony z języka maja-kicze na francuski w 1865. Struktura tego dramatu w żadnym stopniu nie przypomina sztuk teatru średniowiecznego, który Hiszpanie sprowadzili z Europy do Ameryki. Tylko piątka aktorów prowadzi dialog, reszta nie odzywa się wcale oraz włączają się w przebieg akcji różne tańczące grupy. Dramat Rabinal Achí dotyczy walki pomiędzy dwoma wojownikami: Rabinal Achí i Quiché Achí, w którym to pierwszy pokonuje Quiché zabijając go. Dzieło Rabinal Achi opowiada historię władcy plemiona Kicze, który został zatrzymany, przesłuchany i poświęcony w ofierze po tym, jak władca Rabinalu go zwyciężył. Dramat kończy rytualny taniec odbywający się przy poważnej i melancholicznej muzyce.

## Literatura współczesna
Badacze literatury i kultury Majów różnie podchodzą do sprawy określenia co można zaliczyć do literatury Majów, a co wychodzi poza jej obręb. Obecnie, istnieje wielu majańskich autorów, którzy piszą swoje dzieła w jednym z miejscowych języków, pomimo tego, że nie są znani i rozpoznawani w kręgach literackich.
Wśród tych współczesnych majańskich pisarzy możemy wyróżnić Ermilo Abreu Gomez, z pochodzenia Maja, a który w swoich dziełach odzwierciedlił kulturę Majów, np. w swoim tekście Canek. Kolejny ze współczesnych majańskich autorów to poeta Jorge Miguel Cocom Pech. Jego najbardziej znane dzieło to Los secretos del abuelo, która została napisana w języku maja (maja jukatański) i została przetłumaczona na język hiszpański w dwujęzycznej edycji, a następnie przetłumaczona na angielski, rumuński, kataloński, serbski, arabski i rosyjski.
Chociaż może być uznane za kontrowersyjne, jest możliwe uwzględnienie Subcomandante Marcos jako autora piszącego w języku autochtonów, głównie z uwagi na książkę Los relatos del Viejo Antonio napisaną w języku maja. Aktualnie, jedno z najważniejszych dzieł napisanych w języku maja to X-Teya, u puksi’ik’al ko’olel (hiszp. „Teya, un corazón de mujer” – „Teya, serce kobiety” [przyp. tłum.]), powieść napisana przez Marisol Ceh Moo.